# Stephan R. Meier
Stephan Richard Meier (* 22. April 1958 in Wuppertal) ist ein deutscher Hotelier und Autor.

## Leben
Nach dem Studium der Betriebswirtschaftslehre (Fachrichtung Hotellerie) am Centre International de Glion sur Montreux (CH) von 1977 bis 1980 begann Stephan R. Meier seine berufliche Karriere 1980 in der internationalen Kettenhotellerie; er absolvierte Stationen in China, Frankreich, Deutschland, Spanien, Thailand, USA, Italien und Österreich, bevor er sich ab 2013 ausschließlich dem Schreiben von Büchern widmete.
Stephan R. Meier ist der Sohn von Richard Meier, der von September 1975 bis April 1983 Präsident des Bundesamtes für Verfassungsschutz war.

## Veröffentlichungen

### Sachbuch
- Carlos: Demaskierung eines Topterroristen, Droemersche Verlagsanstalt Th. Knaur Nachf., München 1992, ISBN 978-3-426-77031-3

### Belletristik
- Brian's Brain, Angela Hildebrand, Stephan Richard Meier, Hildebrand Verlag Frankfurt am Main 2010, ISBN 978-3-00-032975-3
- Now, Du bestimmst, wer überlebt. Penguin Verlag, in der Verlagsgruppe Random House GmbH, München, 2017, ISBN 978-3-328-10049-2
- TY, Vyber, kdo prezije, Knihy Omega Prag 2017, ISBN 978-80-7390-631-3
- NOW, C'é solo un tempo che merita di essere vissuto, e questo tempo è adesso, Fanucci Editore 2017, Roma, ISBN 978-88-347-3298-4
- 44 Tage, Penguin Verlag, München, 2021, ISBN 978-3-328-10544-2
- Toxic, Jede Sekunde zählt, Penguin Verlag München 2024, ISBN 978-3-328-10545-9
- Riviera Express – Dynamit in der Villa Nobel, Gmeiner Verlag 2024, Meßkirch, ISBN 978-3-8392-0638-6
- Rivera Express – Schatten über Triora, Gmeiner Verlag 2024 Meßkirch, ISBN 978-3-8392-0667-6
- Riviera Express – Das Vermächtnis der Contessa, Gmeiner Verlag 2025 Meßkirch, ISBN 978-3-8392-0814-4